# 孫賢美
孫賢美（ソン・ヒョンミ、朝: 손 현미、英: Son Hyeon-Mi　1972年11月2日- ）は韓国の柔道選手。階級は72kg超級。

## 人物
1993年の世界選手権72kg超級で7位となった。1994年のアジア競技大会では3位だった。世界学生では無差別で2位になった。1995年のユニバーシアード無差別で3位になると、世界選手権では72kg超級に出場して銅メダルを獲得した。1996年のアトランタオリンピックでは世界選手権無差別3位である李賢暻との国内代表争いに勝って出場するが7位だった。1997年のアジア選手権では2位となった。

## 主な戦績
- 1993年 - 世界選手権　7位
- 1994年 - アジア競技大会　3位
- 1994年 - 世界学生　無差別　2位
- 1995年 - ユニバーシアード　無差別　3位
- 1995年 - 世界選手権　3位
- 1995年 - 福岡国際　無差別　3位
- 1996年 - ドイツ国際　3位
- 1996年 - アトランタオリンピック　7位
- 1997年 - アジア選手権　2位